# پورشه ۹۱۲
پورشه ۹۱۲ (به انگلیسی: Porsche 912) خودروی اسپورتی بود، که از سال ۱۹۶۵ تا ۱۹۶۹ توسط شرکت پورشه و در کشور آلمان تولید می‌شد. طراحی آن از نوع خودروهای موتور عقب-محور عقب بوده است.

## پیشینه
این خودرو توسط شرکت پورشه برای قشر کم درآمد آلمان غربی تولید شد.۹۱۲ ارزان‌ترین خودروی پورشه به حساب می‌آمد.افرادی که توان مالی خرید ۹۱۱ را نداشتند، به سراغ ۹۱۲ می‌رفتند